# آرتزانا
آرتزانا (به ایتالیایی: Arzana) یک کومونه در ایتالیا است که در استان الیاسترا واقع شده‌است.

## خصوصیات
آرتزانا ۱۶۲٫۵ کیلومترمربع مساحت و ۲٬۶۶۰ نفر جمعیت دارد.